# Luis María Serra
Luis María Serra (Buenos Aires, 24 de agosto de 1941-13 de mayo de 2024) fue un compositor y director de orquesta argentino, especialista en música electroacústica, autor de notables bandas sonoras.

## Actividad profesional
Estudió en la Facultad de Artes y Ciencias Musicales de la Universidad Católica Argentina en la que obtuvo su licenciatura en Composición. Perfeccionó sus conocimientos en esta materia con Roberto Caamaño, Gerardo Gandini y Alberto Ginastera y estudió piano con Roberto Locatelli y dirección coral con Jesus Segade. Con becas del gobierno francés y de la Asociación Wagneriana de Buenos Aires estudió con Pierre Schaeffer y François Bayle en el Conservatorio de París entre 1969 y 1970. Fue en 1973 uno de los fundadores del Atelier de Realizaciones Técnico Electroacústicas Arte 11 de Buenos Aires y es fundador y vicepresidente de la Federación Argentina de Música Electroacústica. 
Realizó labor docente en la Universidad Católica Argentina, en el Conservatorio Nacional Carlos López Buchardo y en la Universidad de Lanús. Compone y ejecuta música electroacústica y orquestal, en ámbitos académicos y para espectáculos teatrales y cinematográficos. 
Debido a su asociación con el músico Pocho Leyes surge la magnífica partitura de la banda sonora del filme Juan Moreira, rodado en 1973 por Leonardo Favio. Esta obra une el estilo del oratorio con el espíritu de la música gauchesca, logrando un sonido majestuoso, coral y sombrío. Popularmente se la reconoce como la obra musical para el cine argentino de mayor excelencia.
Más tarde compone la música del filme de Daniel Tinayre La Mary. Es entonces cuando Tinayre le encarga la música del magazine televisivo de su esposa Almorzando con Mirtha Legrand. El tema principal Emperatriz, se transformó en una de sus composiciones más difundidas.
Se destacan también sus colaboraciones en las películas de la directora María Luisa Bemberg Momentos (1980) y Camila (1984). 
En 1999 el conjunto Opus Cuatro grabó la Cantata al Gral. Don José de San Martín, obra integral cuya música fue compuesta por Luis María Serra y la letra escrita por Agustín Pérez Pardella. La obra, bajo dirección general de Serra, incluye también al Grupo de Canto Coral, dirigido por Néstor Andrenacci, la soprano Cheche Meller y los relatos del actor Víctor Laplace.
En 1998 la Asociación de Cronistas Cinematográficos de la Argentina seleccionó como candidata al Cóndor de Plata a la Mejor música la del filme Sus ojos se cerraron y el mundo sigue andando  (1998). El Ministerio de Cultura de la ciudad de Buenos Aires le otorgó en 2011 el Premio Municipal de Música correspondiente al período 2003/2009. Fue galardonado con el Premio ACE de 2008-2009 a la Mejor música original.

## Filmografía
Música
- Las voces (2011)
- Yo la recuerdo ahora (2007)
- La mirada de Clara (2007)
- Paco Urondo, la palabra justa (2004)
- Che, un hombre de este mundo (1999)
- Sus ojos se cerraron y el mundo sigue andando (1998)
- Fuga de cerebros  (1998)
- La cara del ángel (1998)
- Hundan al Belgrano (1996)
- Casas de fuego (1995)
- El censor (1995)
- La nave de los locos  (1995)
- El amante de las películas mudas (1994)
- Cuatro caras para Victoria  (1992)
- Delito de corrupción (1991)
- Yo, la peor de todas (1990)
- Fútbol argentino (1990)
- Cuatro caras para Victoria (1989)
- Después de ayer (1987)
- Matar la tierra (Inédita) (1987)
- Sofía (1987)
- La República perdida II (1986)
- Los insomnes  (1986)
- Miss Mary  (1986)
- Seguridad personal (1986)
- Correccional de mujeres  (1986)
- Bairoletto, la aventura de un rebelde (1985)
- Sin querer, queriendo (1985)
- Sucedió en el internado (1985)
- Contar hasta diez (1985)
- Los días de junio (1985)
- Los insomnes (1984)
- Los chicos de la guerra (1984)
- Camila (1984)
- Atrapadas (1984)
- El juguete rabioso (1984)
- The Warrior and the Sorceress o El guerrero y la hechicera (1984)
- La República perdida (1983)
- Los enemigos (1983)
- Se acabó el curro (1983)
- El poder de la censura (1983)
- Señora de nadie (1982)
- De la misteriosa Buenos Aires (1981)
- Fiebre amarilla (1981)
- Comandos azules en acción (1980)
- Los miedos (1980)
- Más allá de la aventura (1980)
- Momentos (1980)
- Comandos azules (1980)
- Mis días con Verónica (1979)
- Juventud sin barreras (1979)
- Comedia rota (1978)
- El fantástico mundo de la María Montiel (1978)
- Borges para millones (1978)
- Los pequeños aventureros (1977)
- Fiesta de San Jorge en Barcelona (cortometraje) (1976)
- Una mujer (1975)
- Los irrompibles (1975)
- La Mary (1974)
- La gran aventura (1974)
- Juan Moreira (1973)

Temas musicales
- Señora de nadie (1982) ("Tema de Leonor")

Arreglos musicales
- Nunca estuve en Viena  (1989)

Departamento de música
- Fuga de cerebros  (1998) (conductor)
- Casas de fuego   (1995) (conductor) / (orquestador)
- Nunca estuve en Viena   (1989) (director musical)

## Obras registradas por Luis María Serra
- A donde irás con este sol (1973) (en colaboración con Agustín Clemente Leyes)
- A quien maté (1973) (en colaboración con Agustín Clemente Leyes)
- A vos te canto mi ciudad (1984)
- Adagio del recuerdo (1973) (en colaboración con Agustín Clemente Leyes)
- Adagio para orquesta de cuerdas (2012)
- Adiós en la sombra (197) (en colaboración con Agustín Clemente Leyes)
- Adonde irás adonde voy (1983) (en colaboración con Gustavo Enrique Núñez)
- Alegoría guerrera (1975)
- Alguien como usted (1975)
- Alguien debe llegar (1981)
- Amanecer en Lobos (1973) (en colaboración con Agustín Clemente Leyes)
- Ante mí (2006)
- Antiguas voces (1981)
- Azaroso encuentro (1985)
- Balada de la batalla (1984)
- Balada de los ángeles guardianes (1975)
- Balada de los días de junio (1985)
- Blue de los dragones (1998)
- Brillando Mirtha (2001)
- Buenos Aires es tu hombre (1982) (en colaboración con Alfonsina Storni)
- Buscando el sur (1980)
- Cadencias sobre temas de la película (1974)
- Camino y muerte (1973) (en colaboración con Agustín Clemente Leyes)
- Cantinela nocturna (1974)
- La caricia sin causa   (2012)
- El casamiento de Rosita (1973)
- Cerca de la mentira (1983)
- El ciempiés
- Cinco vocales
- Comandos en acción (1980) (en colaboración con Emilio Julio Vieyra)
- Comienzo del matrero (1973) (en colaboración con Agustín Clemente Leyes)
- Cuarteto de cuerdas (2012)
- Cuatro puertas (2012)
- La dama del reloj   (1991)
- De escribanos (2006)
- La delación del cuerudo   (1973)  (en colaboración con Agustín Clemente Leyes)
- Desafíos de vida (1995)
- Despedida de la Vicenta (1973) (en colaboración con Agustín Clemente Leyes)
- Despidiéndome (1975)
- Diálogo con la muerte y muerte del diálogo (1973) (en colaboración con Agustín Clemente Leyes)
- Dime qué debo hacer para tenerte
- Dos pasajes sin rumbo (1986)
- Dulce Mirtha (1997)
- Durmiendo en la tapera (1973) (en colaboración con Agustín Clemente Leyes)
- Elegía y tocata   (2012)
- Los elegidos     (en colaboración con Sebastián Coll)
- Elementales   (2012)
- Emperatriz   (1980)
- En carrera   (1995)
- Entre espías   (1980)
- Es Yoli   (1979)
- Espacios verdes   (1978)
- La espera de Moreira   (1973)
- Esperando a tu puerta   (1979)
- Éste fue nuestro mundo   (1974)
- Estilo de vida   (1976)
- Final seguirás a mi lado   (1974)
- El fin del salón (1981)
- Fue en Monte Nevas   (1985)
- Futbolera   (1991)
- Gaucho en la toldería   (1973)  (en colaboración con Agustín Clemente Leyes)
- Goleadora   (1993)  (en colaboración con Daniel Jorge Berardi)
- Hasta siempre Miguel   (2010)
- Imagen de agua   (1980)
- Imagen de madera india   (1991)
- Imaginé tu partida   (1978)
- Impromptu   (2012)
- Intermedio o interludio   (1974)
- Intermezzo de Mikail   (1986)
- Invocation   (2012)
- Ipse   (2012)
- Irá muy hondo la mirada mía   (2012)
- Los irrompibles   (1975)  (en colaboración con Emilio julio Vieyra)
- Juego de quenas y sikus   (1991)
- El laberinto amarillo (1978)
- La Sin miedo   (1986)  (en colaboración con María Edit Soffici)
- Los de enfrente   (1983)
- La luz de Miguel   (2010)
- Mágicas piedras conversador   (1986)
- Mágicas selvas   (1991)
- Mareas de otoño (1997) (en colaboración con Daniel Jorge Berardi)
- Mascarada de ladrones (2012)
- La mejor salida   (1984)
- Me quieres blanca (2012)
- Memoria viva (1997) (en colaboración con Eladia Blázquez)
- Memoria de Ulises (1983)
- Memorias del cóndor (1991)
- Milonga de la Turca (1998)
- Milonga del bastonero (1987)
- Las mil rondas de amor   (1987)
- Las mil rondas del amor   (1991)
- Mirtha de América (1999)
- Misteriosa ciudad (1981)
- Momento (2012)
- Momentos de ensueño (2006)
- Muerte de Ariel (1974)
- Música para Cachilo (1978)
- Música para el niño y la patria (1985) (en colaboración con Jorge Leopoldo Padín)
- Ni malos ni buenos (1980)
- Las noches de Mirtha   (1998)
- No recuerdo sus rostros (1978)
- Nocturno (2012)
- Nubes de mariposa
- Nuevamente tus ojos (1988)
- Nuevas actitudes (2012)
- Obertura a Juan Moreira (1973)  (en colaboración con Agustín Clemente Leyes)
- Obertura y alabanzas (1987)
- Oh silencio silencio (1982) (en colaboración con Alfonsina Storni
- Ojos tramsparentes (1976)
- Opus Mirtha (1979)
- Para Juan Manuel (1995)
- Para Matilde (1981)
- Para todos Mirtha (1989)
- Parque de diversiones (1995)
- Pascaglia Verónica (2005)
- Pasajes sin rumbo (1991)
- Pasaré a buscarte (1979)
- Paseo de los isomnes (1984)
- Patio de la Maciel (1974)
- Peleando contra mi destino (1984)
- Perdidas en la bruma (1986)
- Plumas verdes (1985)
- Poblaciones (2012)
- Poblaciones (1987)
- Por cumbres cordobesas (1991)
- Pulsos (2012)
- Relojeando (1992)
- Rodaba este clamor (2012)
- Ruedas vertiginosas (1991)
- Rusia lloró tu nombre (1986)
- Suspenso nacional
- Saxo y flores (1980)
- Se me ocurre una cosa (1979)
- Secuencias para metales y piano (1973)
- Siempre Mirtha (1995)
- Sigamos viviendo (1974)
- Soles (2012)
- Solo a mi pueblo (1983)
- Solo un camino más (1982)
- Sonata para piano (2012)
- Sospechosamente (1991)
- Su Alteza su excelencia (1986)
- Su nombre cruzó las pampas (1985)
- Sueños de enamorado (1998)
- Supermujer (1978) (en colaboración con Lydia Cudisevici de Firpo)
- Tan cerca del sol (1986)
- Tango de Renzo y Juanita (1998)
- Tantos momentos (1981)
- Tatiana Petrovna (1986)
- Te amé media hora (1982)  (en colaboración con Alfonsina Storni)
- Te salgo a buscar (1978) (en colaboración con José Tcherkaski)
- Tema de Agustina (1978)
- Tema de La nave (1995)
- Tema de la película Camila (1984)
- Tema de la película Casa de fuego (1995)
- Tema de la película Comando (1980) (en colaboración con Emilio Julio Vieyra)
- Tema de la película de La Mary (1974) (en colaboración con Augusto Giustozzi)
- Tema de la película El censo (1995)
- Tema de la película Sin querer queriendo (1986)
- Tema de la película Una mujer (1975)
- Tema de Leonor (1982) (en colaboración con María Elena Walsh)
- Tema de Mirtha (1966)
- Tema del aire (1974)
- Tema del film Fangio el mejor (1995)
- Tema del film La mirada de Clara (2006)
- Tema del film The Warrior (1984)
- Tema para una búsqueda (1985)
- Tema para una llamada (1983)
- El tiempo que llega (1988) (en colaboración con Elio Antonio Marchioli)
- Todo lo que en verso he sentido (1982)  (en colaboración con Alfonsina Storni)
- Todo tu tiempo (1978)
- Todos me llaman (1974)
- Trance (2012)
- Trato de no pensar (1981)
- El tren de las nuebes (1986)
- Tres copas Tina (1986)
- Tres piezas para piano (2012)
- Tres poemas (2012)
- Trígono para dos flautas y clavicornio (2012)
- Tristeza de Tatiana (1986)
- Tu angustia y tu amor (1974)
- Tu recuerdo es de millones (1983)
- Una palabra justa (2005)
- Vamos invítame a bailar (1979)
- Van pasando mujeres (1982)  (en colaboración con Alfonsina Storni)
- Visiones (2012)
- Vitraux (2012)
- Viviendo la aventura (1974) (en colaboración con Agustín Clemente Leyes)
- El vuelo de José Gabriel (1986)
- Y entonces cantaremos (1984)
- Yo la peor de todas (1990)
- Yo seré a tu lado (1982) (en colaboración con Alfonsina Storni)
- Yo soy como la lora (1982) (en colaboración con Alfonsina Storni)
- Yo te recordaré siempre (2007)
- Zanco villero (1998)